# 발렌틴 미허일러
발렌틴 미하이 미허일러(루마니아어: Valentin Mihai Mihăilă, 2000년 2월 2일 ~ )는 루마니아의 프로 축구 선수로, 쉬페르리그 클럽 차이쿠르 리제스포르와 루마니아 국가대표팀에서 윙어로 활약하고 있다.
그는 2017년에 우니베르시타테아 크라이오바에서 프로 생활을 시작했고, 3년 후 이탈리아 팀 파르마에 입단하기 전에 리가 I에서 60경기 이상에 출전했다.
18세 이하, 19세 이하, 21세 이하의 루마니아 국가대표를 거친 후, 미허일러는 2021년 3월, 북마케도니아를 상대로 풀 데뷔 전을 치렀다. 그는 UEFA 유로 2024에 참가하여 조별 리그에서 승리하고 16강에 올랐다.

## 구단 경력

### 우니베르시타테아 크라이오바
미허일러는 2017년 10월 24일, 17세의 나이로 쿠파 로므니에이 소속으로 셉시 OSK 원정 경기에서 2-0으로 승리하며 우니베르시타테아 크라이오바 소속으로 성인 무대 데뷔 전을 치렀다. 그는 그 시즌 동안 우니베르시타테아 크라이오바 소속으로 다른 경기에 출전하지 못했지만, 2018년 8월 9일, RB 라이프치히와의 UEFA 유로파리그 3차 예선 원정 경기에서 선발 출전하여 3-1로 패했다. 그의 리가 I 데뷔 전은 2018년 7월 29일, 셉시 OSK와의 경기에서 1-0으로 패했다.

### 파르마
2020년 10월 5일, 이탈리아 클럽 파르마는 미허일러의 5년 계약을 발표했고, 850만 유로의 이적료를 지불한 것으로 알려졌다. 이로써 그는 당시 루마니아 리그 챔피언십에서 세 번째로 비싼 가격에 팔렸는데, 이는 그의 전 크라이오바 동료 알렉산드루 미트리처를 약간 능가하는 수치였다. 이후, 스포츠 탈장에서 회복한 미허일러는 2021년 1월 3일, 세리에 A에서 토리노와의 3-0 패배에서 교체 출전하며 파르마 데뷔 전을 치렀다.
미허일러는 1월 21일, 처음으로 선발 출전하였고, 결국 2-1로 패한 라치오와의 코파 이탈리아 16강전에서 동점골을 기록하였다. 그는 3월 7일, 피오렌티나와의 원정 경기에서 첫 리그 득점을 기록하였고, 3-3 무승부를 거두었고, 이 경기에서 야스민 쿠르티치를 도왔다. 다음 경기에서 동료 데니스 만이 패스를 제공하였고, 이 패스로 미허일러는 2-0으로 패한 로마 전에서 득점포를 가동하였다. 그는 리그 시즌을 16경기에 출전하여 3골을 넣으며 마쳤고, 클럽은 세리에 B로 강등되었다.
2022년 1월 31일, 미허일러는 세리에 A의 아탈란타에 5개월 임대로 합류했다. 베르가모에서 뛰는 동안 그는 인상적이지 않았는데, 완전 이적 조항이 활성화되지 않아 7경기에서 득점 없이 출전했다. 파르마로 돌아온 미허일러는 8월 12일, 바리와의 세리에 B 개막전에서 프리킥 골을 성공시켰다.

## 국가대표팀 경력
2021년 3월, 미허일러는 미렐 러도이 감독에 의해 북마케도니아, 독일, 아르메니아와의 2022년 FIFA 월드컵 예선 전에 처음으로 루마니아 국가대표팀에 차출되었다. 그 달 25일, 그는 부쿠레슈티의 아레나 나치오날러에서 부상당한 플로리넬 코만과 교체되어 3-2로 이긴 경기에서 골을 넣었다.
2023년 6월 19일, 미허일러는 스위스와의 UEFA 유로 2024 예선 전에서 후반전에 출전하여 후반전에 더블을 기록하여 팀의 2-2 무승부를 얻었다. 그 후 그는 2023년 UEFA U-21 축구 선수권 대회 위해를 21세 이하 팀에 합류할 예정이었지만, 후반전에 부상을 입어 제외되었다.
루마니아는 조 1위로 UEFA 유로 2024에서 그들의 자리를 확보했고, 2024년 6월 7일 미허일러는 최종 명단에 포함되었다. 그는 3경기에 출전했는데, 6월 22일, 벨기에와의 경기에서 0-2로 패한 것을 시작으로, 그의 나라는 16강전에서 네덜란드에 패배했다.